# جوني مور (مغني)
جوني مور (بالإنجليزية: Johnny Moore)‏ هو مغني وكاتب أغاني أمريكي، ولد في 14 ديسمبر 1934 في سلما في الولايات المتحدة، وتوفي في 30 ديسمبر 1998 في لندن في المملكة المتحدة بسبب فشل تنفسي.

## وصلات خارجية
- جوني مور على موقع ميوزك برينز (الإنجليزية)
- جوني مور على موقع ديسكوغز (الإنجليزية)
- جوني مور على موقع ديسكوغز (الإنجليزية)